# James Voskuil
James Voskuil, né le 2 février 1970 à Grand Rapids (États-Unis), est un ancien joueur de basket-ball professionnel américain, naturalisé français. Il mesure 2,02 m.

## Université
- ???? - 1992 :  University of Michigan (NCAA 1)

## Clubs
- 1992 - 1993 :  Pistons de Détroit (NBA) puis  SuperSonics de Seattle (NBA)[1]
- 1993 - 1994 :  Hagetmau (Nationale 2)
- 1994 - 1995 :  Prissé-Macon (Nationale 2)
- 1995 - 1996 :  Chalon-sur-Saône (Pro B)
- 1996 - 1998 :  Hyères Toulon (Pro B)
- 1998 - 1999 :  Nantes (Pro B)
- 1999 - 2000 :
- 2000 - 2001 :  Oulu Hightech (2e division)
- 2001 - 2004 :  Entente Cergy Osny Pontoise BB (Nationale 2 puis Nationale 3)
- 2004 - 2006 :  Prissé-Macon (Nationale 2)
- 2006 - 2008 :  Rueil (Nationale 3)

## Palmarès
- Finaliste NCAA en 1992